# Musée d'histoire locale de Lebedyn
Le musée d'histoire locale de Lebedyn est un musée situé en Ukraine au 1 square Voli. Il a été fondé en 1918.